# 日產Cabstar

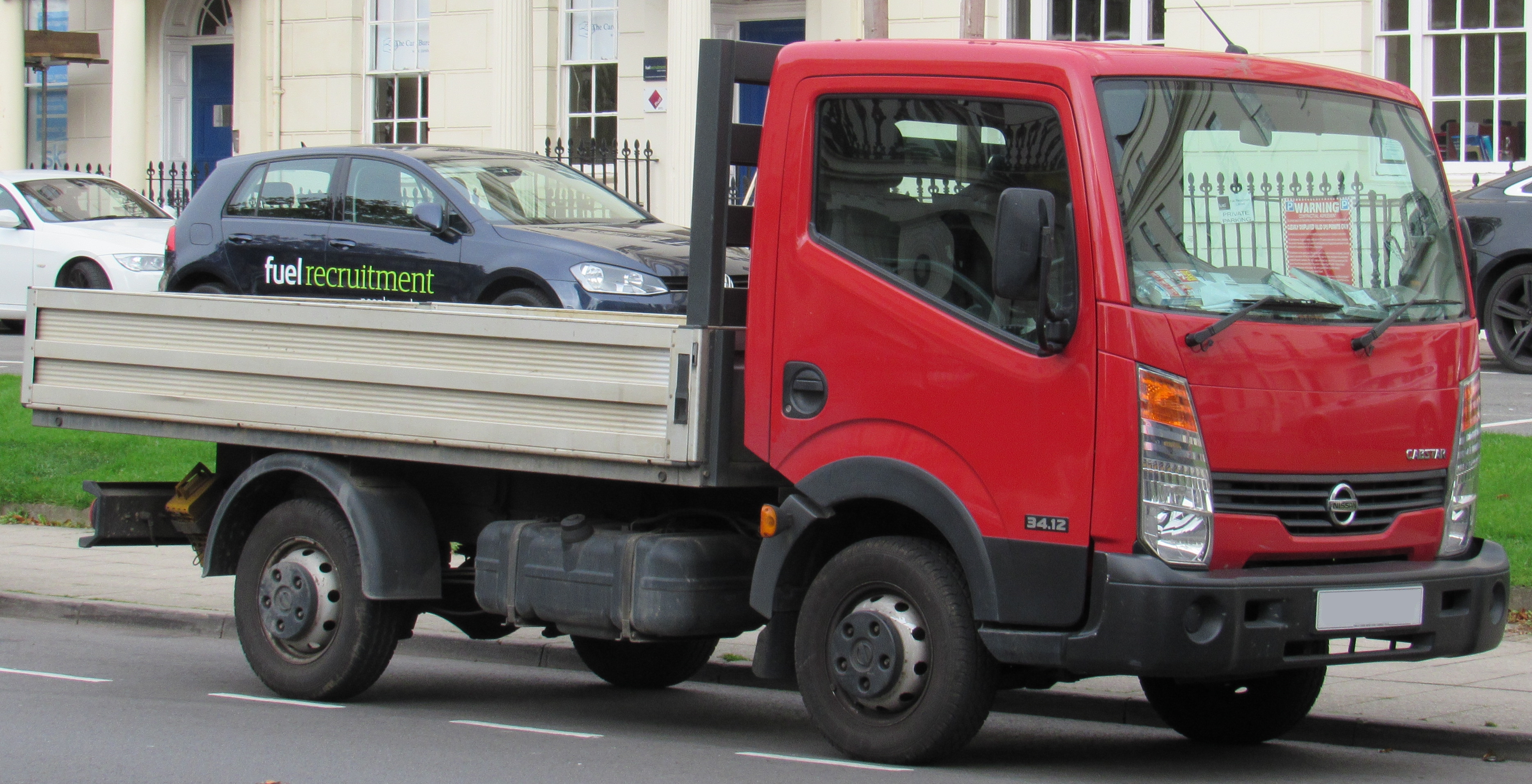
日產Cabstar（2013年式）

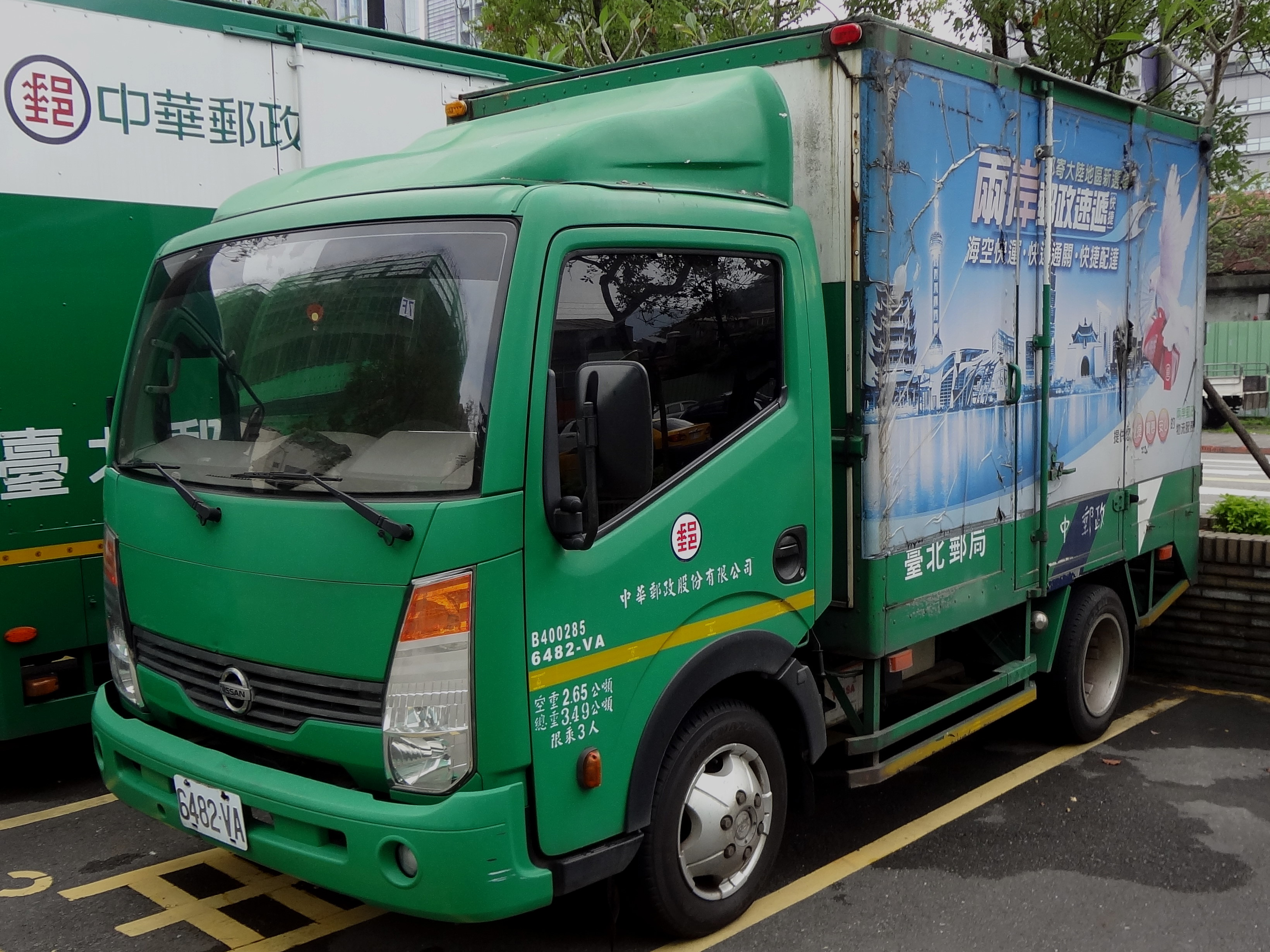
日產Cabstar F24（中華郵政物流專車）

日產Cabstar（日语：日産・キャブスター）是日本日產汽車公司製造的一款輕型貨車，1968年10月7日開始於日本發表。1981年12月開始，則以日產Atlas的名稱發售第一代車款至今。

## 歷代車種

### 第一代（A320 / A321，1968年 - 1976年，日本國內販售）
1968年10月7日正式於日本上市的第一代車（A320型），1970年進行細部更改，推出Cabstar1300（A321型）。到了1971年則追加了1.5升汽油引擎版本車款，1973年5月之後再度發售改款車種。

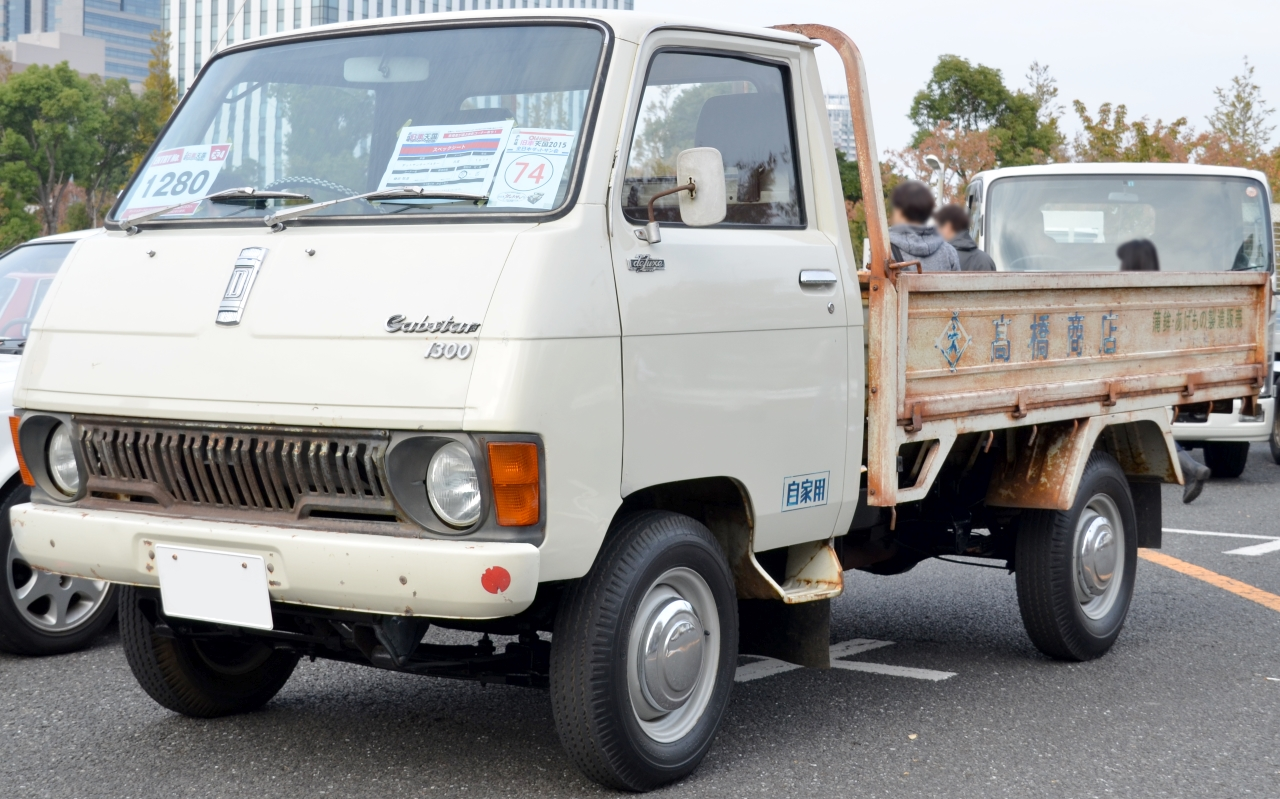
第一代日產Cabstar

### 第二代（F20 / F21，1976年 - 1982年）
1976年1月，日本發表第二代Cabster（車頭中央採用六角形與英文大寫N字徽標，框格水箱蓋造型）與相同造型的兄弟車Homer（橫條紋水箱蓋造型，加上N字圓形徽標），第二代Homer的左駕版本分別於歐洲與台灣發售，台灣車名叫做裕隆好馬。在英國發售的Cabstar，就是日本右駕版Homer。

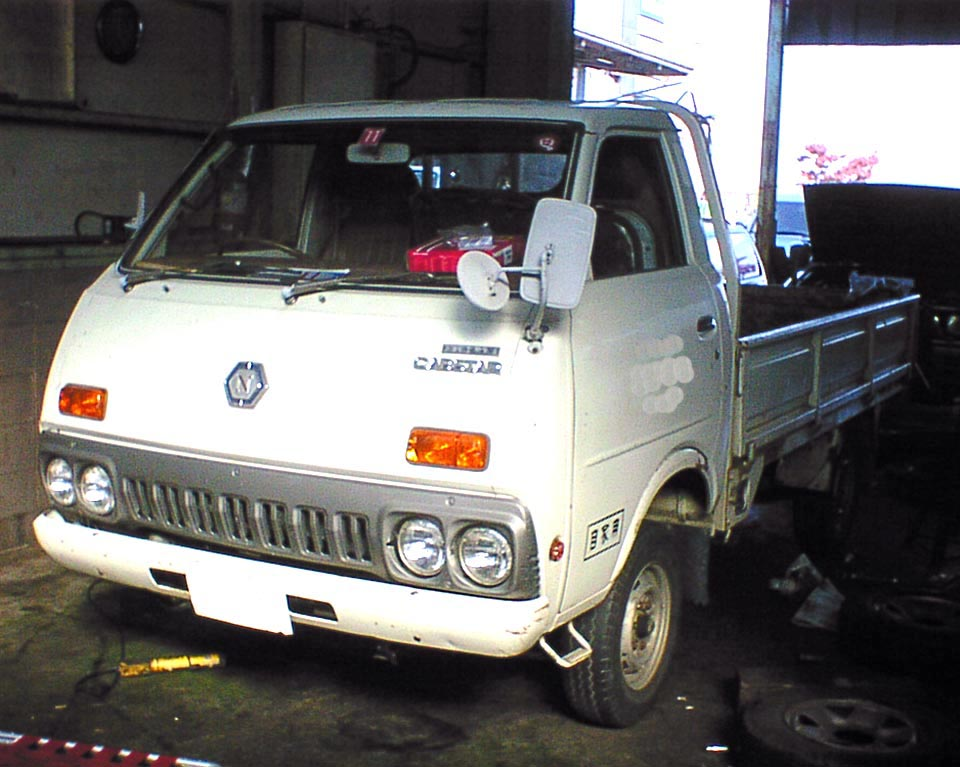
第二代日產Cabstar貨車（F20）
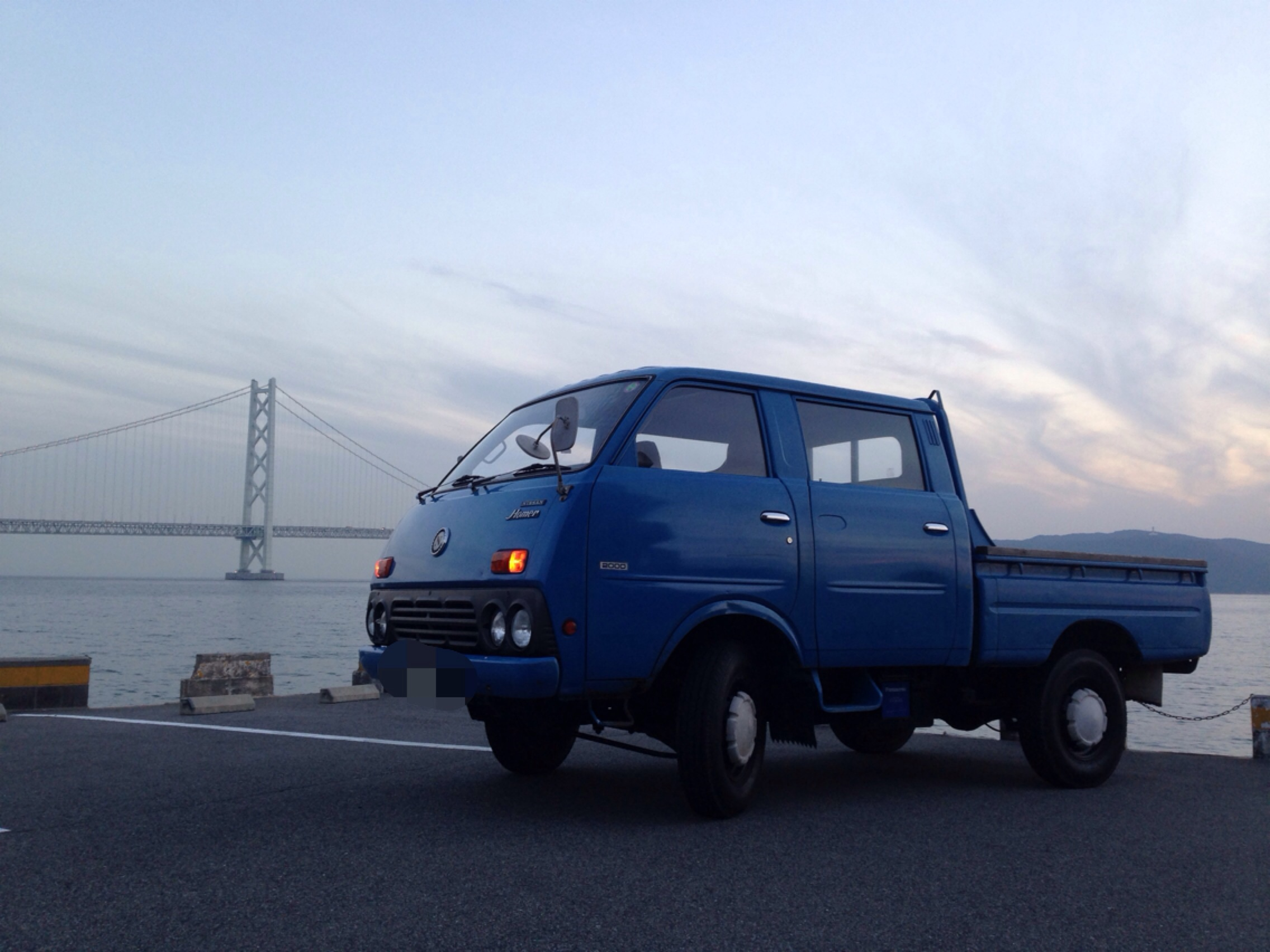
第二代日產Homer雙廂貨車（F21）
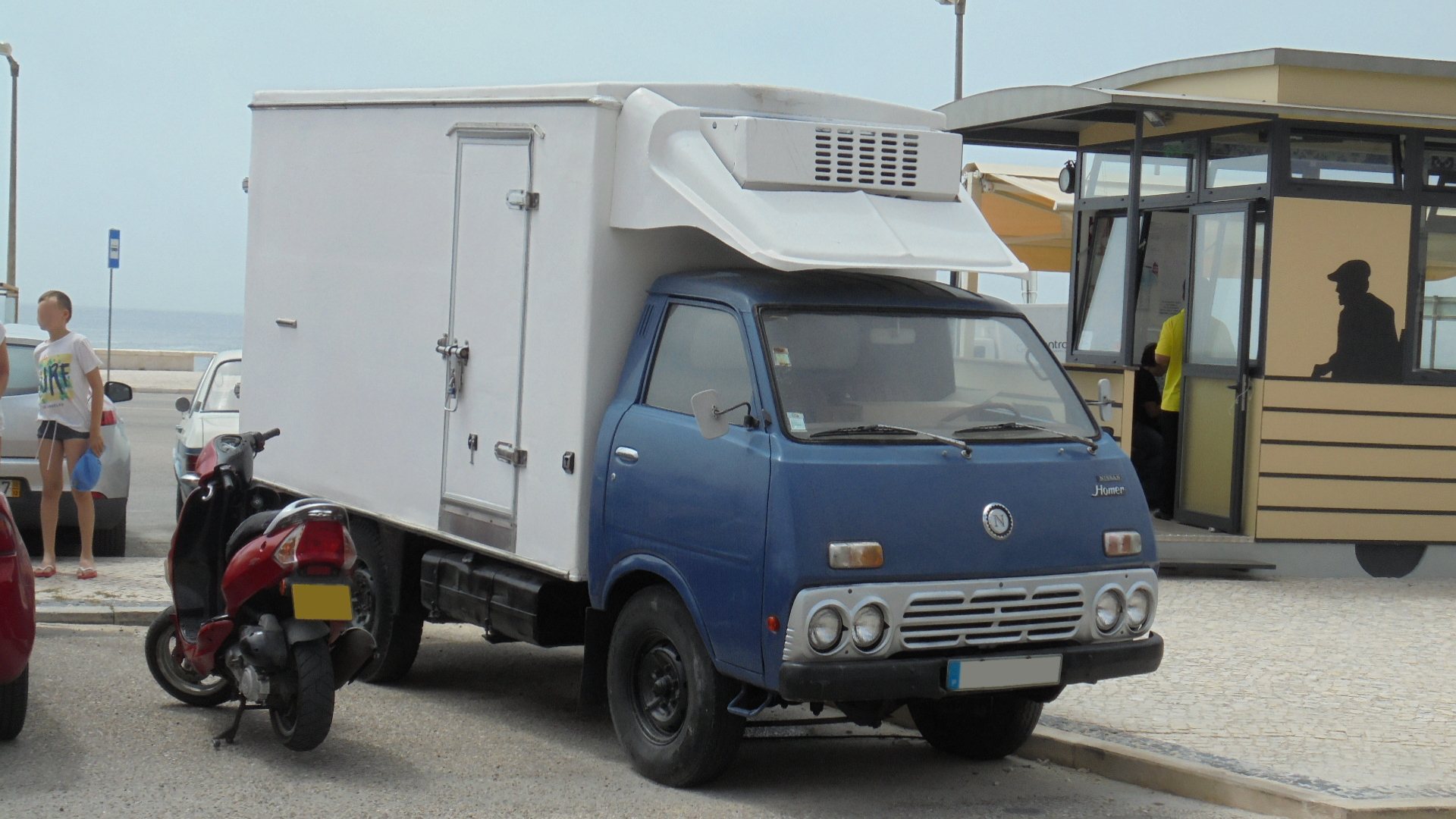
第二代日產Homer貨車（歐洲左駕版本，英國叫做Cabstar）

### 第三代（F22 / H40，1982年 - 1992年）
1981年12月，日本先行發售第一代日產Atlas H40（前身為Caball / Clipper，C340）。到了1982年2月以後，才開始發表車身體積較小的F22款式。海外市場車款外型規格大致雷同，而且車頭水箱蓋上方橫槓的Atlas文字標示則改為CABSTAR（見下圖）。而在台灣販售的車款，是在1984年由裕隆汽車重新代工組裝生產的。台灣版本車款水箱蓋上方橫槓，則是以裕隆超級好馬字樣取代（後期版本改掛日產商標，字樣則改為超級好馬），引擎規格則與同期上市的日產Urvan（E23）客貨車相同 。

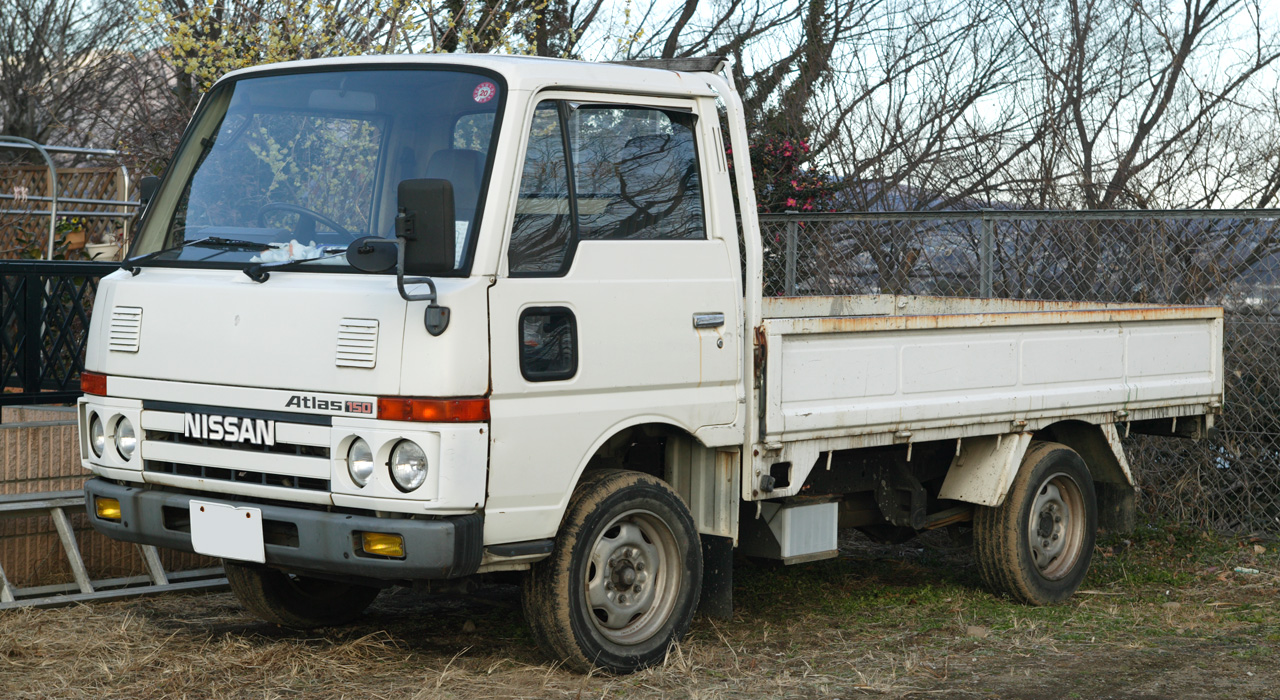
日產Atlas 150貨車（F22）
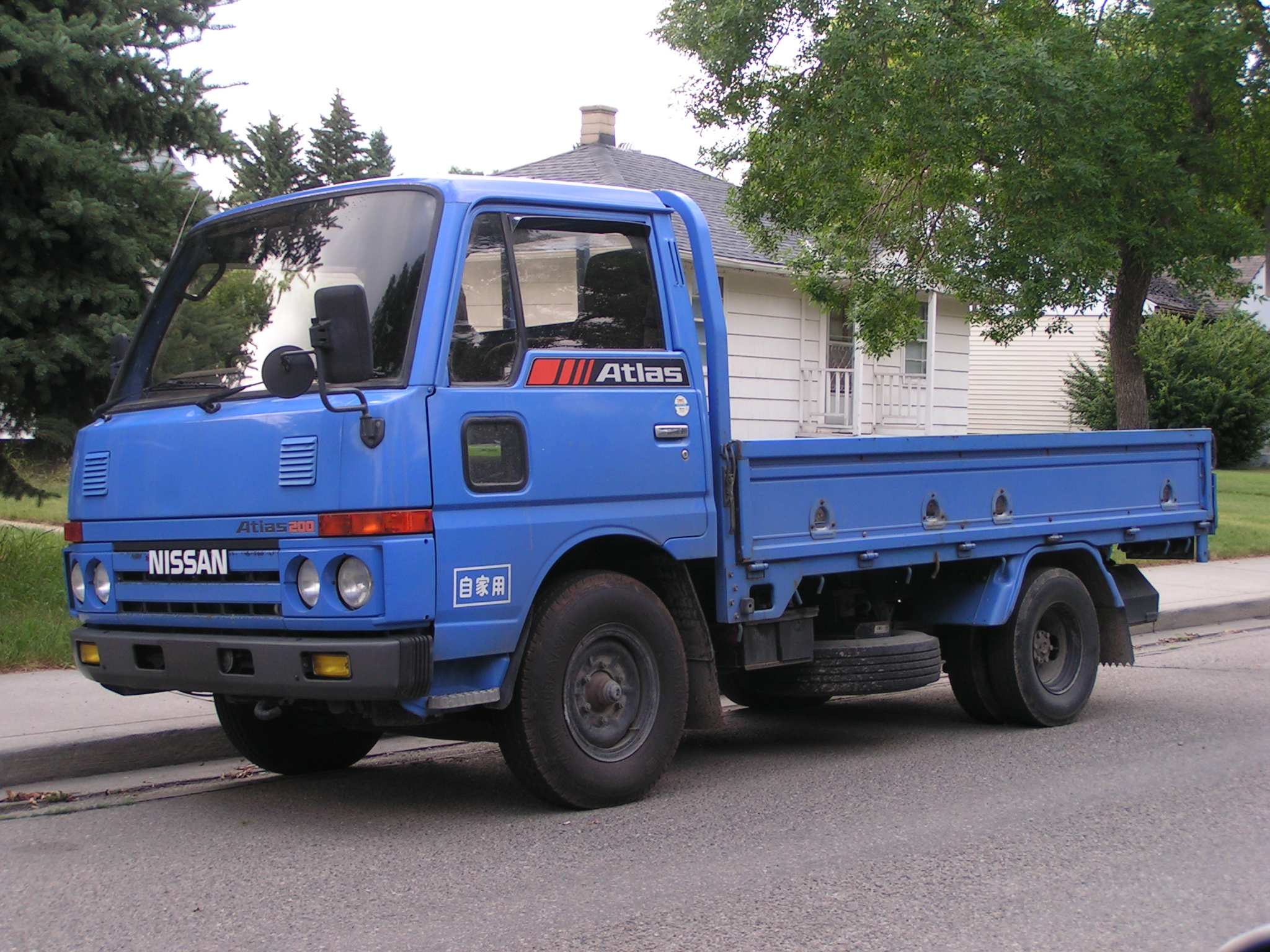
日產Atlas 200貨車（F22）
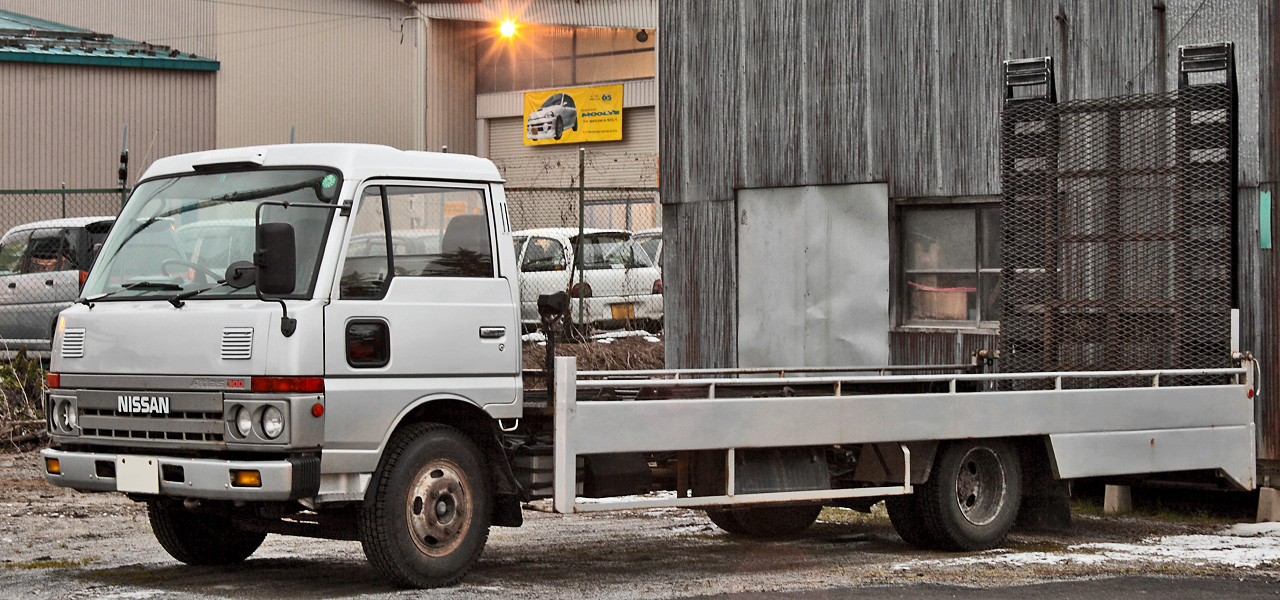
日產Atlas 300貨車（H40）
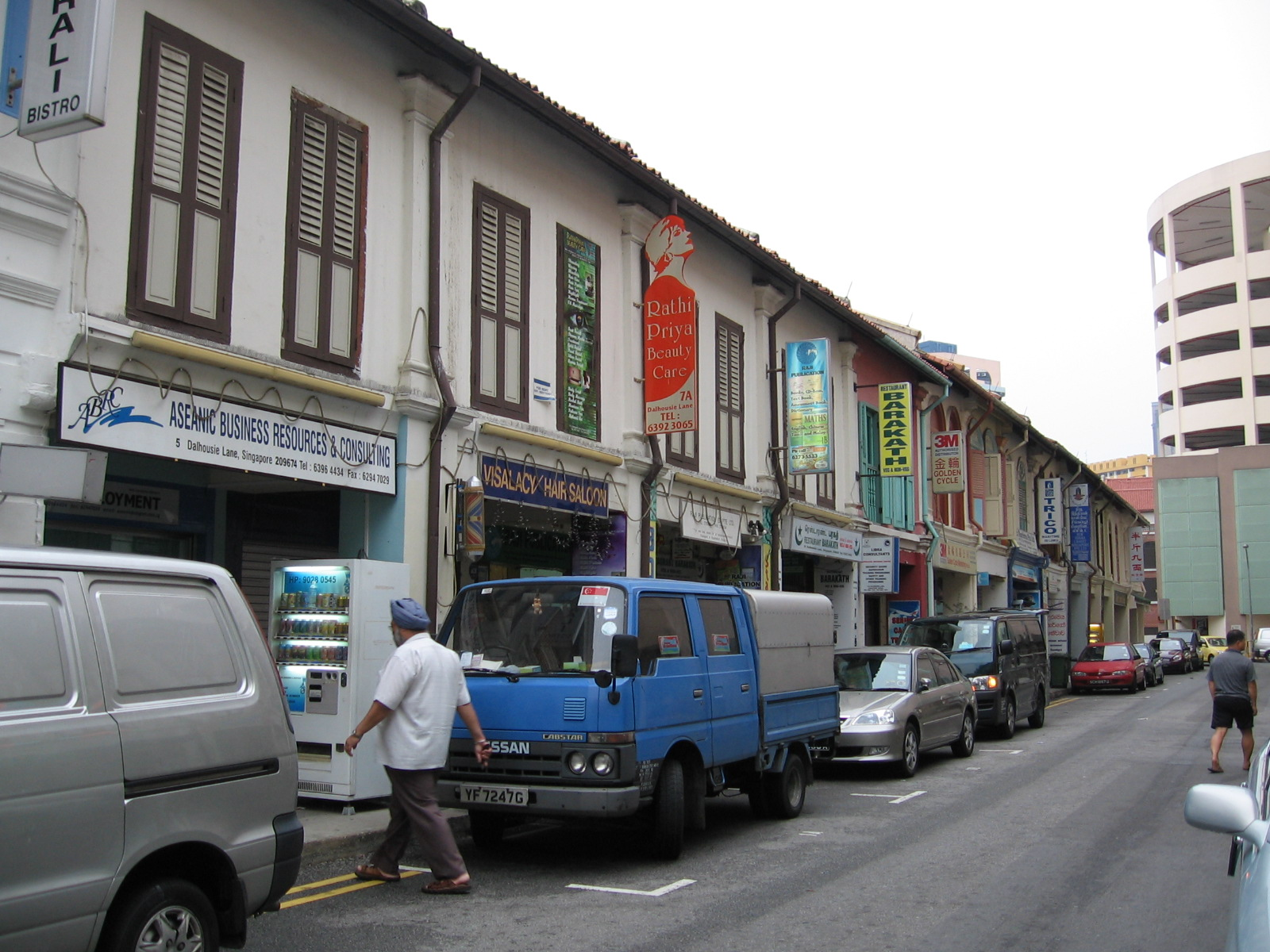
新加坡版本的日產Cabstar（F22）
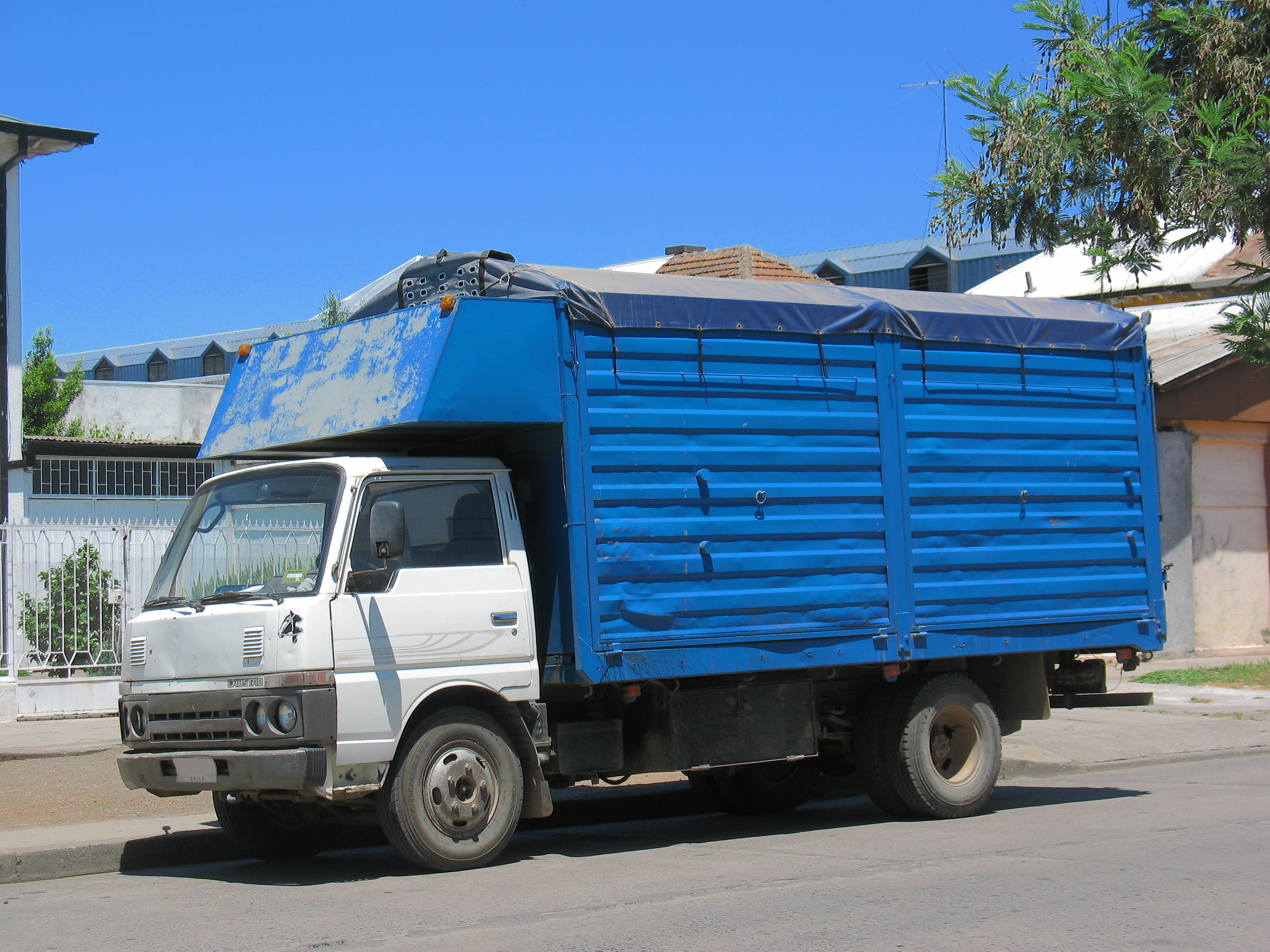
日產Cabstar（1992年式）
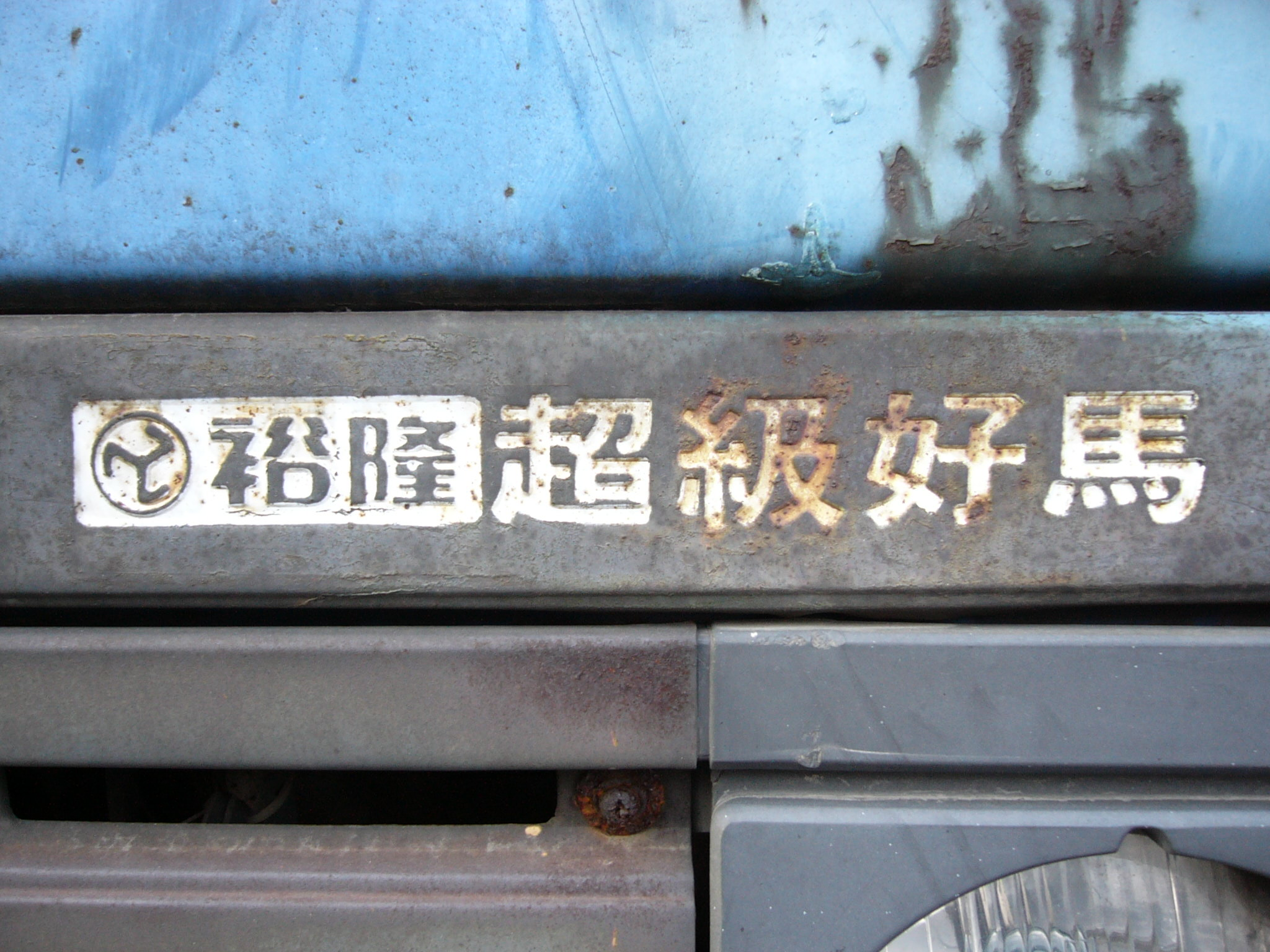
裕隆超級好馬商標
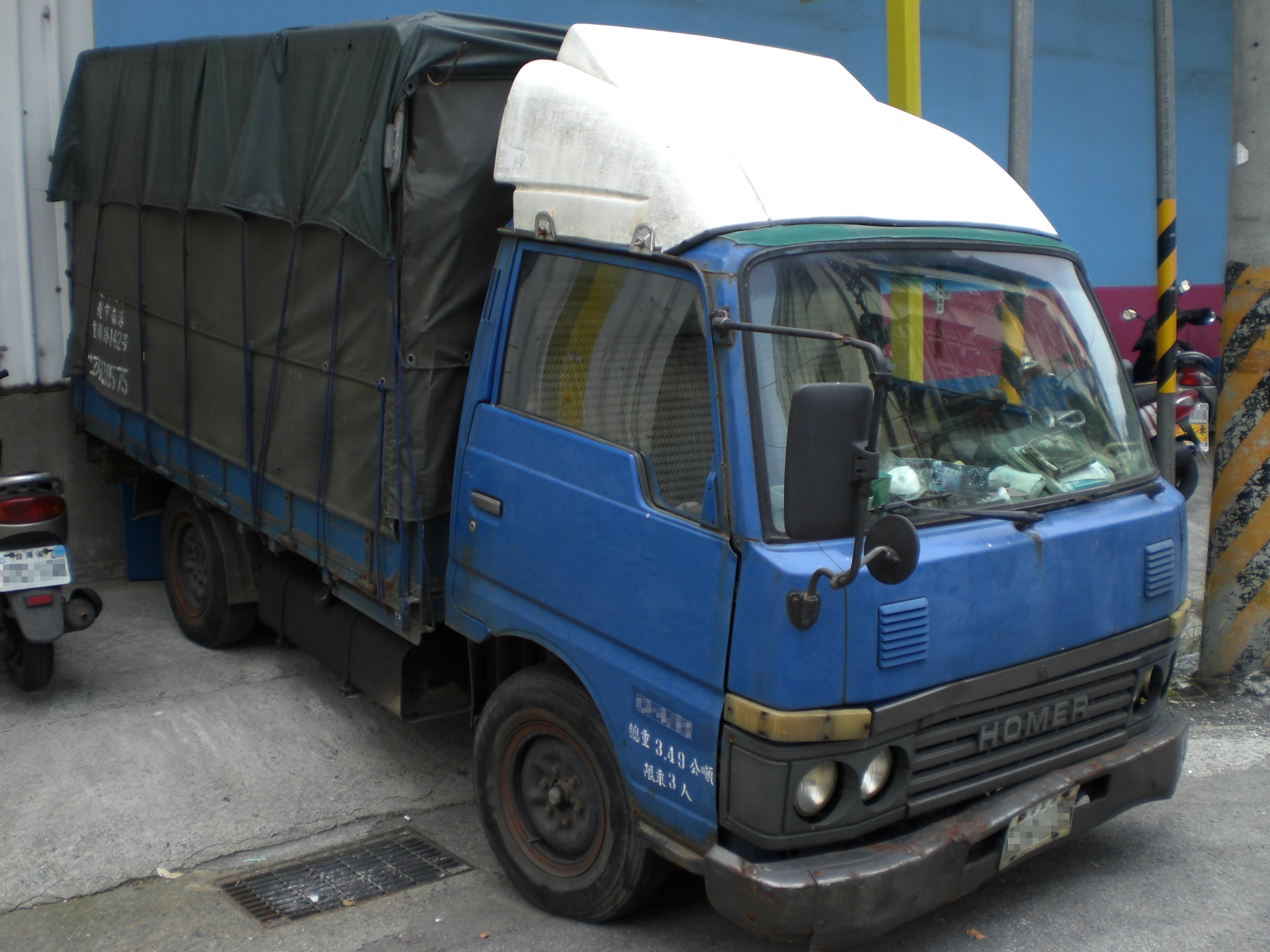
裕隆超級好馬高頂貨車
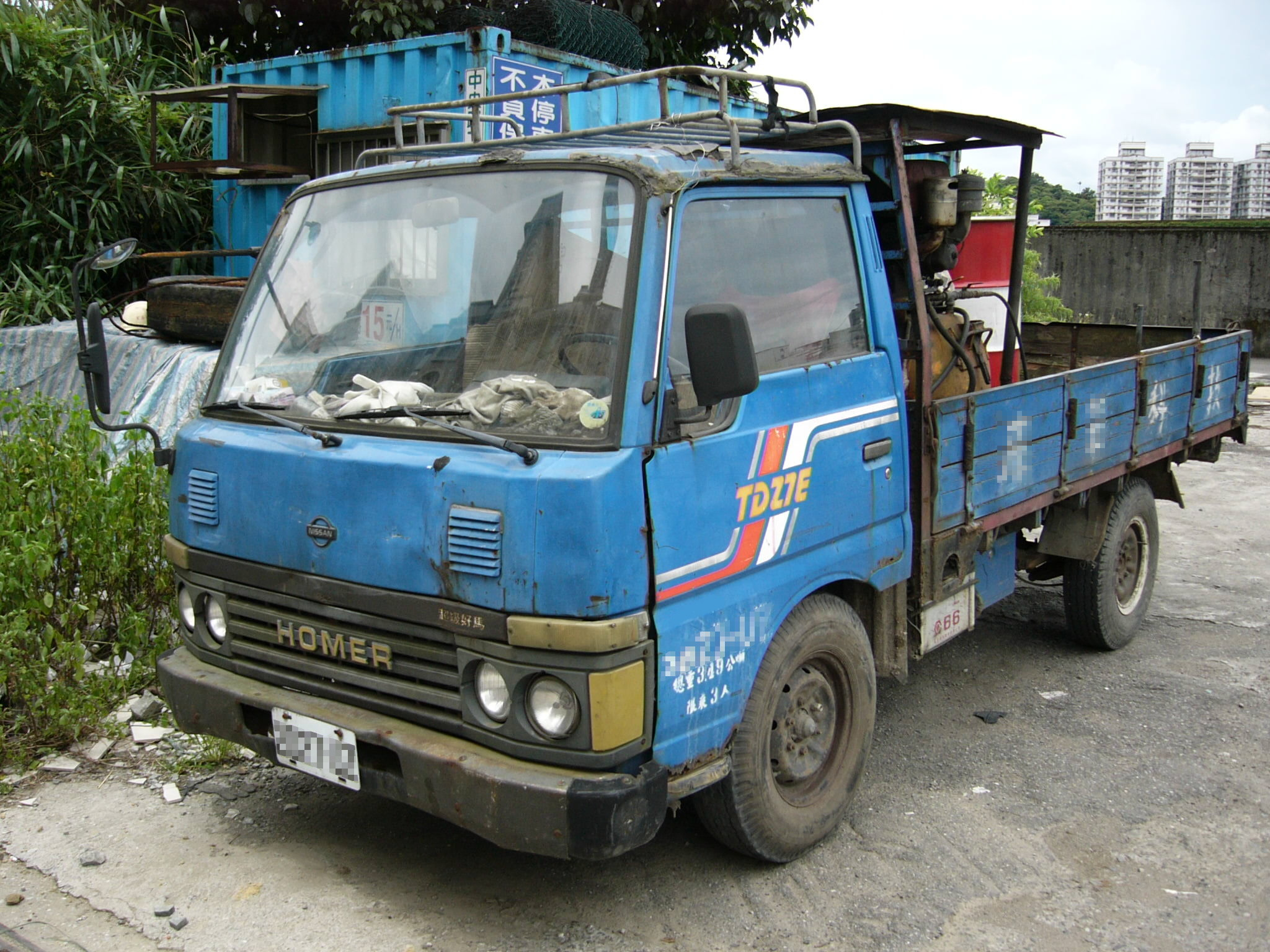
日產超級好馬貨車

### 第四代（F23 / H41）

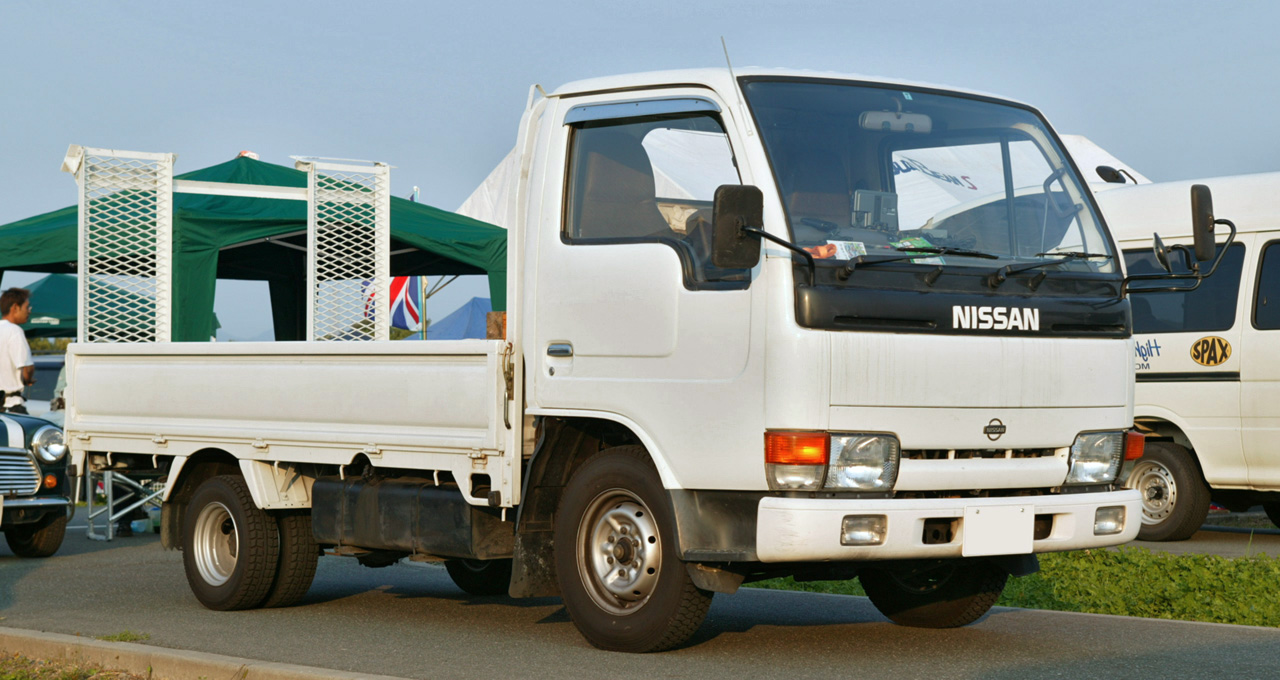
第二代日產Atlas 100 F23六輪低床貨車
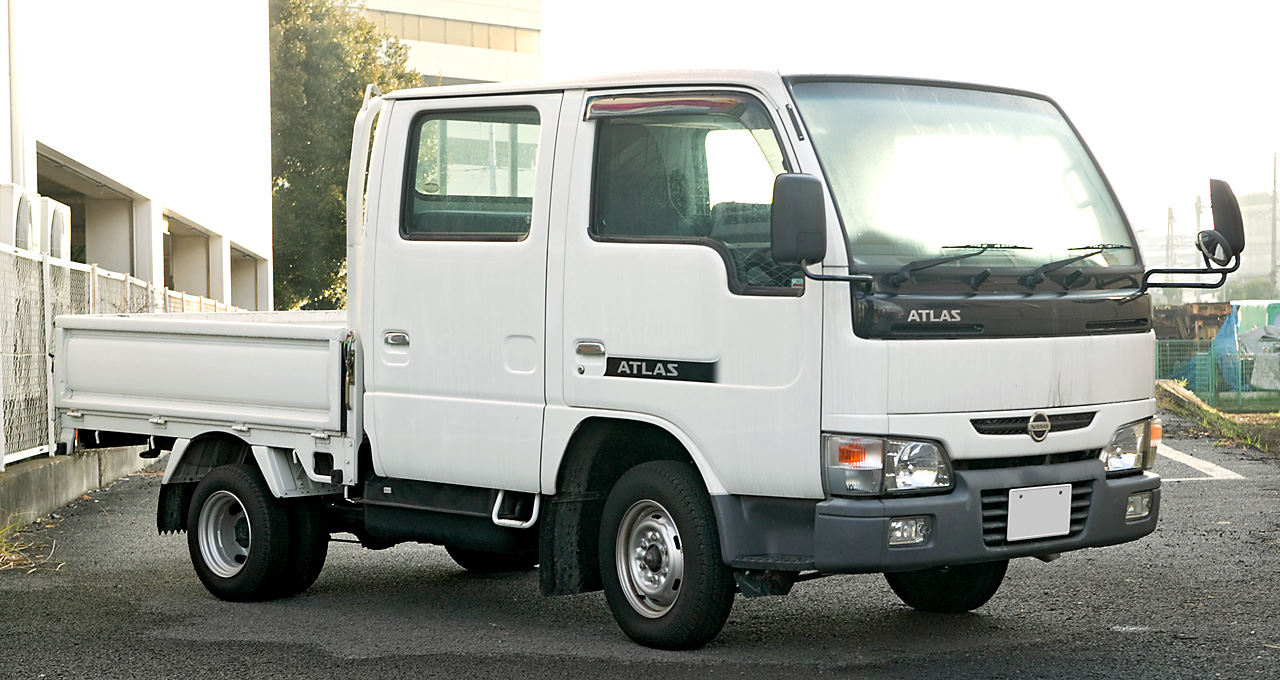
第二代日產Atlas 100 F23雙廂六輪低床貨車（後期型）
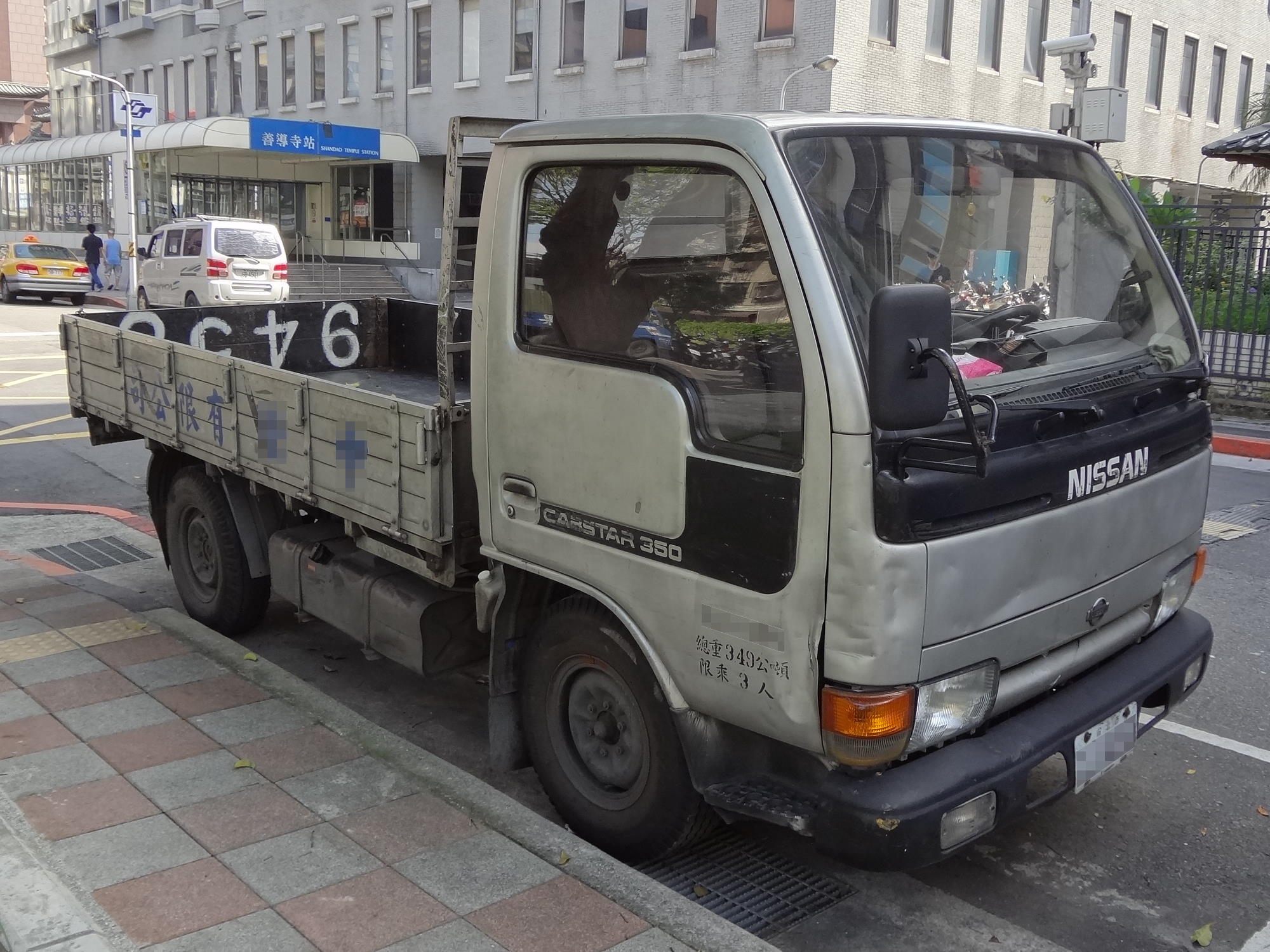
日產Cabstar 350貨車
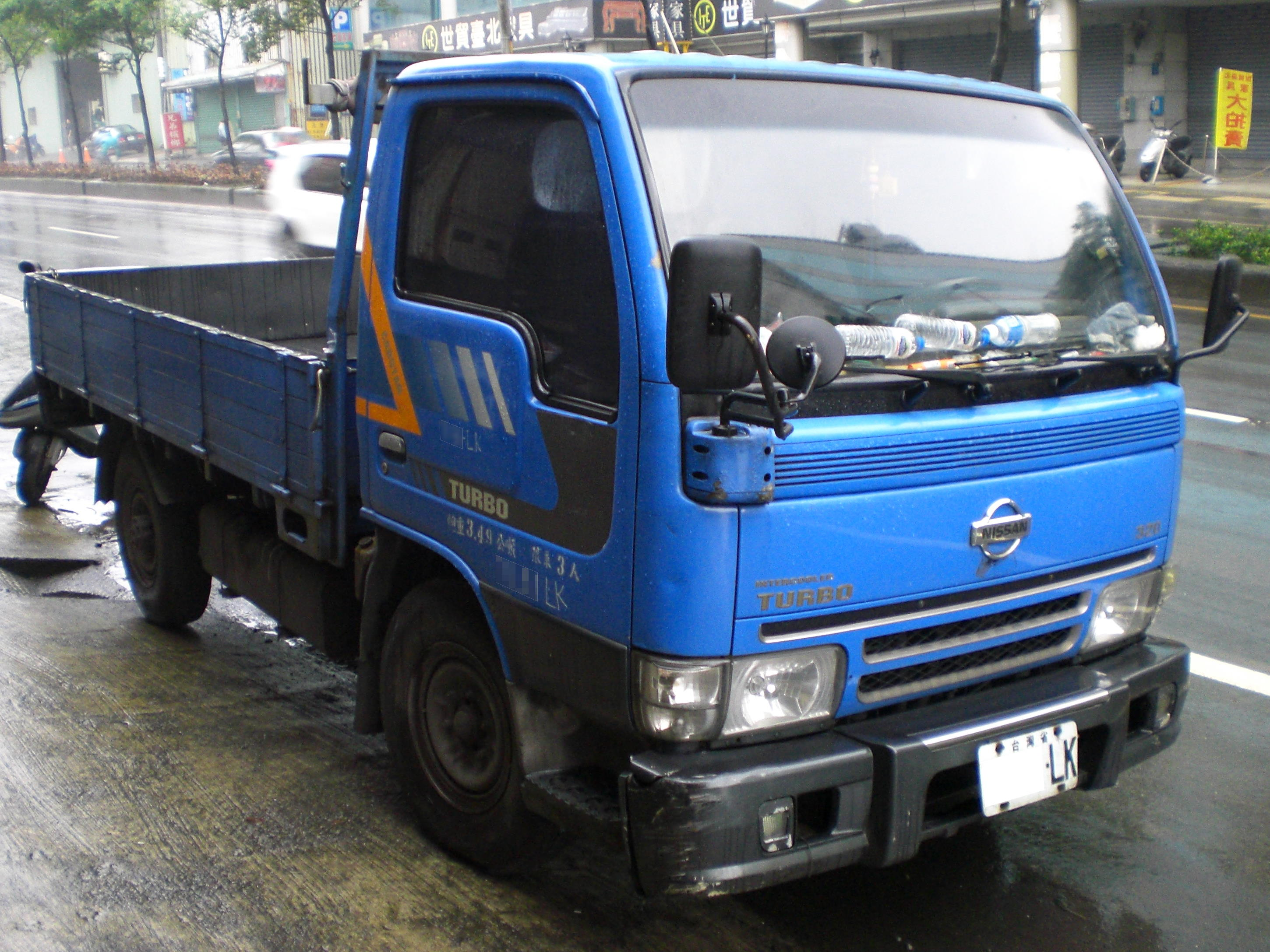
日產Cabstar 320貨車
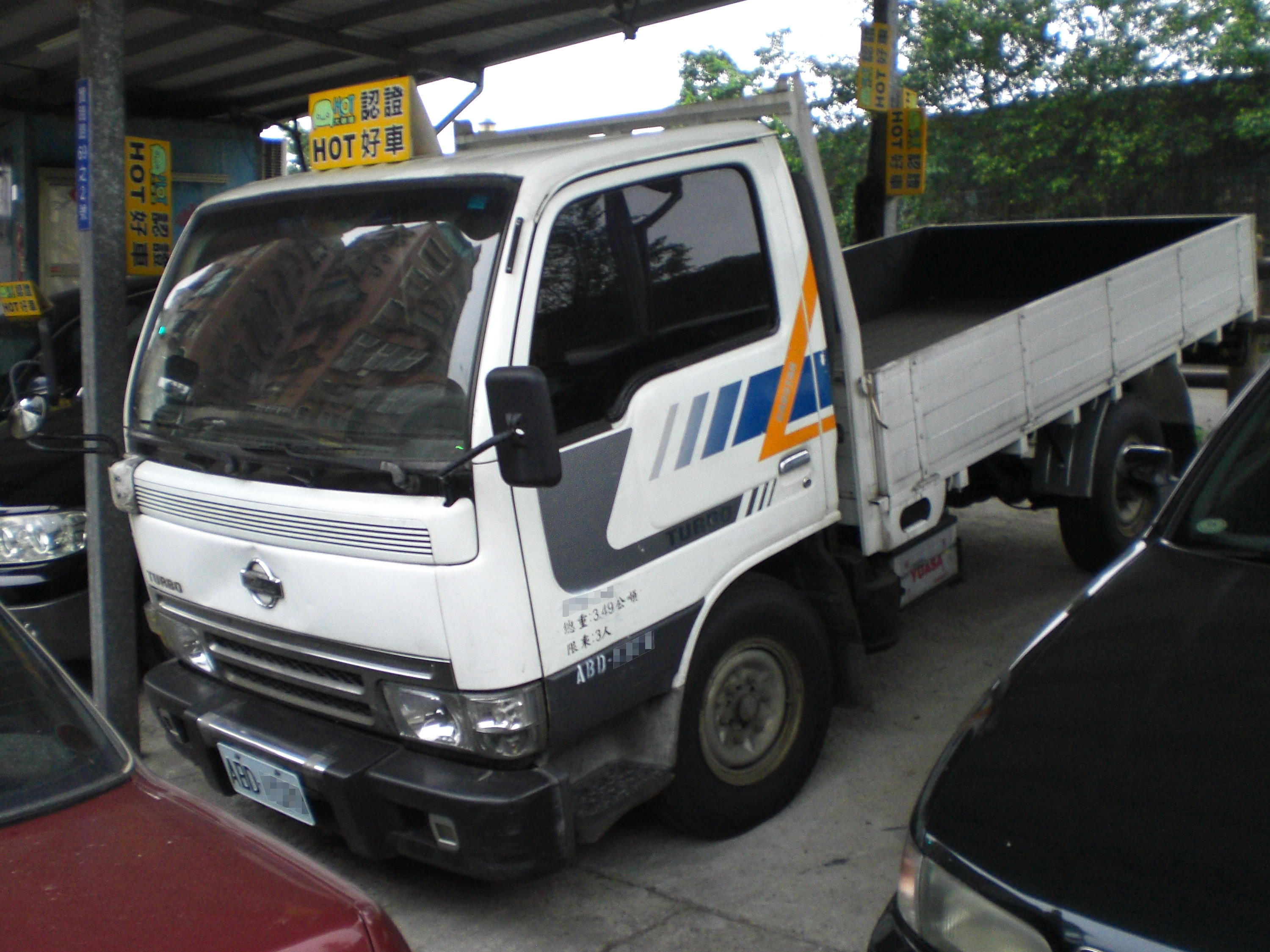
日產Cabstar 320貨車

## 外部連結
- 日產Cabstar - Nissan Singapore （页面存档备份，存于）